# Inter de Tijuana
Der Club de Fútbol Inter de Tijuana ist ein ehemaliger mexikanischer Fußballverein mit Sitz in Tijuana, Baja California. Seine Heimspielstätte war das Estadio del Cerro Colorado.

## Geschichte
Mit dem Erwerb der Lizenz für die Spielzeit 1989/90 der seinerzeit noch zweitklassigen Segunda División durch den Club de Fútbol Inter de Tijuana war die Stadt Tijuana erstmals in einer der beiden höchsten Fußballligen Mexikos vertreten.
Die in Anlehnung an ihre gelben Trikots auch unter der Bezeichnung Furia Amarilla (spanisch für Gelbe Kraft) bekannte Mannschaft hatte einen verheißungsvollen Start und beendete ihre erste Saison 1989/90 als Tabellenführer, scheiterte aber in der anschließenden Liguilla am späteren Meister León. Die nächsten Spielzeiten beendete Inter auf den Tabellenplätzen sieben (1990/91), vier (1991/92), sechs (1992/93) und elf (1993/94).
Als 1994/95 die neue Primera División 'A' eingeführt wurde, die die Segunda División in ihrer Rolle als zweithöchster Spielklasse im mexikanischen Vereinsfußball ablöste, erhielt Inter einen Startplatz in dieser Liga, die in der Eröffnungssaison mit einem fünften Platz positiv abgeschlossen wurde. Von nun an ging es allerdings bergab. Während der elfte Rang in der Saison 1995/96 noch akzeptabel war, folgte in den in der Saison 1996/97 erstmals ausgetragenen separaten Hin- und Rückrundenturnieren der Invierno und Verano der Absturz. Das Torneo Invierno 1996 wurde (unter der Bezeichnung Tijuana Stars) auf dem 16. Platz und das darauffolgende Torneo Verano 1997 (wieder als Inter de Tijuana) auf dem 17. Rang beendet. Die negativen Resultate mündeten im Abstieg der „Furia Amarilla“, die während ihrer drei Jahre in der Primera A von Joaquín Mendoza trainiert wurde.